# Melmerby (Richmondshire)
Pour les articles homonymes, voir Melmerby.
Melmerby est un village et une paroisse civile du Yorkshire du Nord, en Angleterre.